# ハンス・クレープス
ハンス・クレープス（Hans Krebs, 1898年3月4日 - 1945年5月1日）は、ドイツの陸軍軍人。ドイツ国防軍歩兵大将。第二次世界大戦におけるドイツ陸軍最後の参謀総長。アドルフ・ヒトラー自殺後、ソ連軍と停戦交渉をするが成功せず、総統官邸地下壕で自決した。

## 来歴

### 軍人

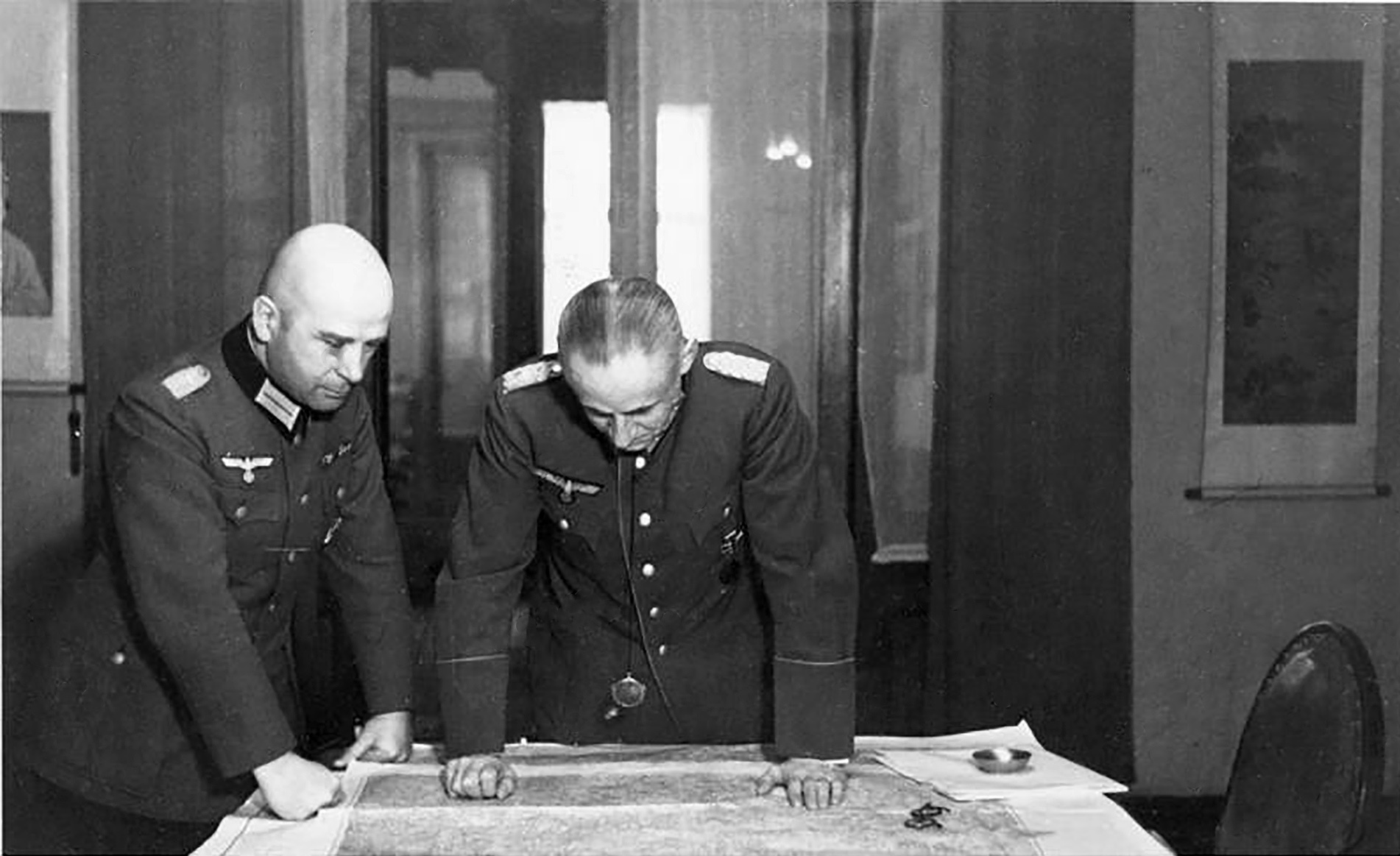
1941年、クレープス（左）とケストリング（右）

1898年、現在のニーダーザクセン州のヘルムシュテットで、学校教員の家庭に生まれた。1913年、15歳で家族と共にゴスラーに転居する。ギムナジウムでの成績は優秀で、飛び級している。
第一次世界大戦が勃発した1914年に16歳で兵士に志願、第10猟兵大隊に入隊。1915年に中尉に昇進し、1916年にフランス戦線のヴェルダンの戦いに従軍。大戦後の1919年に新設されたヴァイマル共和国軍に入隊、ブラウンシュヴァイクの第17連隊第1大隊に勤務。1920年に結婚して2人の娘をもうける。中尉として実施部隊を経験し、参謀教育も受けた。1927年に第6工兵大隊に転属、翌年第17連隊に戻る。1930年、大尉に昇進。
クレープスはベルリンの国防省に転属し、ラパッロ条約に基く赤軍との軍事訓練に参加した。1932年にベルリンを訪問したソ連軍代表団の記録によると、クレープスは「狂信的な共産主義者と不誠実なユダヤ人」を嫌悪していたという。1933年から1934年にかけて駐モスクワドイツ大使館付武官補佐官を務め、赤軍に対する諜報活動に従事した。1937年にベルリンに戻る。
第二次世界大戦が勃発した1939年に中佐に昇進、陸軍総司令部（OKH）から第7軍団参謀長に補される。1940年に大佐に昇進。東部戦線に配属、1942年に少将に昇進し、1943年3月には中央軍集団参謀長に任命される。同年4月に中将に昇進、1944年8月には大将に昇進した。
1944年9月にB軍集団参謀長として西部戦線に従軍し、1945年2月OKH参謀次長に任命され、OKH参謀総長ハインツ・グデーリアンを補佐。この間、柏葉付騎士鉄十字章など多数の勲章を授与され、勤務態度から熱心な国家社会主義者と評価されていた。

### ベルリン攻防戦

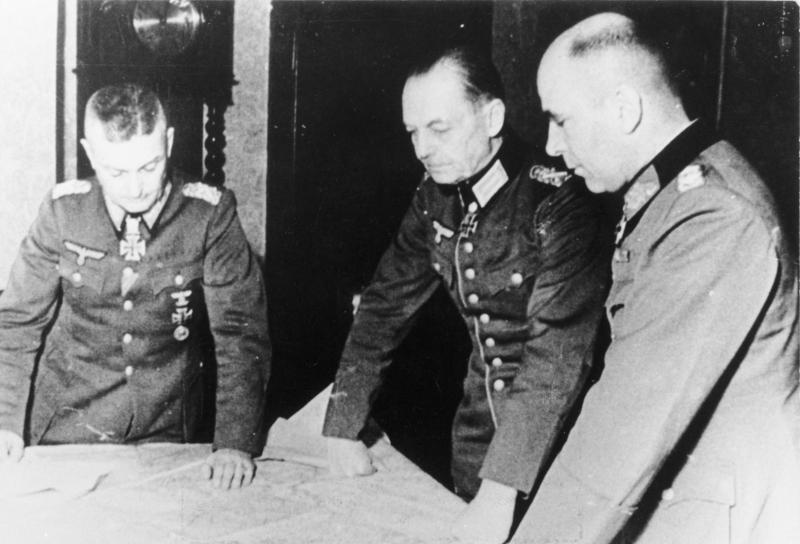
1944年、アルデンヌ攻勢の作戦を練るモーデル（左）、ルントシュテット（中央）、クレープス（右）

1945年3月29日、前日にアドルフ・ヒトラーと対立して解任されたグデーリアンの後任として、通常とは異なる形で参謀総長に「任命」される。以降、総統地下壕からベルリンの戦いの指揮を執るようになる。4月28日にはフュルステンベルクのヴィルヘルム・カイテルに連絡を取り、「48時間以内に救援軍が到着しなければ、ベルリンは陥落する」と報告した。それに対してカイテルは「第9軍と第12軍が救援に向かう」と返答した。両軍は西部と南部から進軍を開始し、ルードルフ・ホルステの第41装甲軍団も攻撃を開始する手はずになっていた。
同日、ハインリヒ・ヒムラーの裏切りを知ったヒトラーにより臨時軍事法廷の判事に任命された。クレープスはヴィルヘルム・ブルクドルフ、ヴィルヘルム・モーンケ、ヨハン・ラッテンフーバーと共に、総統地下壕におけるヒムラーの代理人だったヘルマン・フェーゲラインを裁こうとするが、フェーゲラインは泥酔状態で立ち上がることも出来ない状態だったため、裁判を開くことが困難だと主張したモーンケの意見を受け裁判は中止された。その後、フェーゲラインはペーター・ヘーグルにより処刑された。
4月29日、自殺するヒトラーの遺言書にブルクドルフ、ヨーゼフ・ゲッベルス、マルティン・ボルマンと共に証人として署名した。その夜、アルフレート・ヨードルに「即座に報告せよ。第一に、ヴェンク軍の所在位置。第二に攻撃開始時間。第三に第9軍の所在位置。第四に、第9軍が突破する正確な場所。第五にホルステ軍の所在位置」と無線連絡している。翌30日早朝、ヨードルは「第一に、ヴェンク軍はシュヴィーロー湖の南で進撃停止。第二に、ベルリンへの進撃を続行できない。第三に、第9軍はほとんどが包囲されている。第四に、ホルステ軍は守備で手一杯である」と返答している。同日午後にヒトラーはエヴァ・ブラウンと共に自殺した。

### 停戦交渉と死
ヒトラーの自殺後、遺言書でドイツ国首相に指名されたゲッベルスと、同じく党務担当大臣に指名されたボルマンの指示で、ソ連との和平交渉を任される。これはモスクワ駐在の経験とロシア語の知識を買われてのものだった。
5月1日午前2時、クレープスはベルリン防衛軍参謀長テオドール・フォン・ダフィングと共に停戦交渉に向かい、午前3時50分にテンペルホーフ空港に近いシューレンブルクリング2番地の住宅に設けられたソ連第8親衛軍司令官ワシーリー・チュイコフの司令部を訪ねる。クレープスはソ連軍の高級将校たちの居並ぶ中、自分が停戦交渉の全権を委任されていることを告げ、ヒトラーが自殺したために後継政府の準備に必要な停戦を要求するゲッベルスの書簡を読み上げ、新内閣の閣僚リストを手渡した。ヒトラーの自殺に驚いたチュイコフは、上官のゲオルギー・ジューコフに電話してヒトラーの死を報告した。報告を受けたヨシフ・スターリンは連合国間の合意事項を理由に停戦を拒否し、ドイツの無条件降伏を要求した。クレープスはソ連側の許可を得て総統官邸のゲッベルスに電話し、ソ連側の回答を伝えたが、ゲッベルスが無条件降伏を峻拒したために、12時間にわたるクレープスの交渉は無駄に終わった。トラウデル・ユンゲの証言によると、クレープスは「ひどく疲れ果て消耗した様子で」総統地下壕に戻って来たという。
総統地下壕に戻ったクレープスは、ボルマンに交渉失敗の責任を追及された。5月1日の午前中には地下壕から脱出する者が相次いだが、クレープスはブルクドルフと共に残った。ゲッベルス夫妻が自殺した後、午後9時半頃に2人は地下壕の倉庫で自殺した。ローフス・ミシュの証言から、クレープスは拳銃自殺したとされるのが一般的だが（映画『ヒトラー 〜最期の12日間〜』でもそのように描かれている）、5月8日に検死したソ連側の剖検報告書では彼が青酸カリで服毒死したとの結果が出ており、上記の証言と矛盾している。
その後、クレープスの遺体はヒトラー、エヴァ、ブロンディ、ゲッベルス一家の遺体と共にソ連軍により頻繁に埋葬地を変更された。最終的に埋葬されたのは1946年2月21日のことで、スメルシによってマクデブルクに埋葬された。しかし、1970年4月4日に当時のKGB議長ユーリ・アンドロポフの指示により掘り出され、遺体が入っていた木箱は焼却されエルベ川の支流に捨てられた。

## 登場作品
- ベルリン陥落（1949年）、演：ウラジーミル・ケニグソン（ロシア語版）
- ヒトラー 〜最期の12日間〜（2004年）、演：ロルフ・カニース